# Pam Fletcher
Pamela-Anne "Pam" Fletcher (ur. 30 stycznia 1963 w Acton) – amerykańska narciarka alpejska.
W zawodach Pucharu Świata zadebiutowała 7 grudnia 1982 roku w Val d’Isère, gdzie zajęła 57. miejsce w zjeździe. Pierwsze punkty wywalczyła 5 marca 1983 roku w Mont-Tremblant, gdzie zajęła siódme miejsce w tej samej konkurencji. Na podium zawodów tego cyklu pierwszy raz stanęła 2 marca 1986 roku w Furano, kończąc rywalizację w supergigancie na trzeciej pozycji. W zawodach tych wyprzedziły ją jedynie Liisa Savijarvi z Kanady i Austriaczka Sieglinde Winkler. W kolejnych startach jeszcze dwa razy stanęła na podium: 15 marca 1986 roku w Vail zwyciężyła w zjeździe, a 13 marca 1987 roku w tej samej miejscowości zjazd ukończyła na trzeciej pozycji. W sezonie 1985/1986 zajęła 23. miejsce w klasyfikacji generalnej, a w klasyfikacji zjazdu była ósma.
Wystartowała na mistrzostwach świata w Crans-Montana w 1987 roku, zajmując 19. miejsce w zjeździe i 23. w supergigancie. Podczas rozgrywanych dwa lata później mistrzostw świata w Vail zajęła 24. miejsce w zjeździe.
Znalazła się w reprezentacji USA na igrzyska olimpijskie w Calgary w 1988 roku. Nie wzięła jednak udziału w zawodach, ponieważ podczas treningu do zjazdu zderzyła się z innym narciarzem i złamała nogę.

## Osiągnięcia

### Mistrzostwa świata
| Miejsce | Dzień    | Rok  | Miejscowość   | Konkurencja | Czas biegu | Strata | Zwyciężczyni   |
| ------- | -------- | ---- | ------------- | ----------- | ---------- | ------ | -------------- |
| 19.     | 1 lutego | 1987 | Crans-Montana | Zjazd       | 1:43,80    | +3,33  | Maria Walliser |
| 23.     | 3 lutego | 1987 | Crans-Montana | Supergigant | 1:19,17    | +4,46  | Maria Walliser |
| 24.     | 5 lutego | 1989 | Vail          | Zjazd       | 1:46,50    | +3,17  | Maria Walliser |

### Puchar Świata

#### Miejsca w klasyfikacji generalnej
- sezon 1982/1983: 58.
- sezon 1983/1984: 82.
- sezon 1985/1986: 23.
- sezon 1986/1987: 43.
- sezon 1987/1988: 44.
- sezon 1988/1989: 72.

#### Miejsca na podium
1. Furano – 2 marca 1986 (supergigant) – 3. miejsce
2. Vail – 15 marca 1986 (zjazd) – 1. miejsce
3. Vail – 13 marca 1987 (zjazd) – 3. miejsce